# Кевин (Монтана)
Кевин (енгл. Kevin) град је у америчкој савезној држави Монтана.

## Демографија
По попису из 2010. године број становника је 154, што је 24 (-13,5%) становника мање него 2000. године.
| Група             | 2000.       | 2010.       |
| Белци             | 155 (87,1%) | 151 (98,1%) |
| Афроамериканци    | 0 (0,0%)    | 1 (0,6%)    |
| Азијати           | 2 (1,1%)    | 0 (0,0%)    |
| Хиспаноамериканци | 10 (5,6%)   | 1 (0,6%)    |
| Укупно            | 178         | 154         |